# St. Johannis (Seebach)

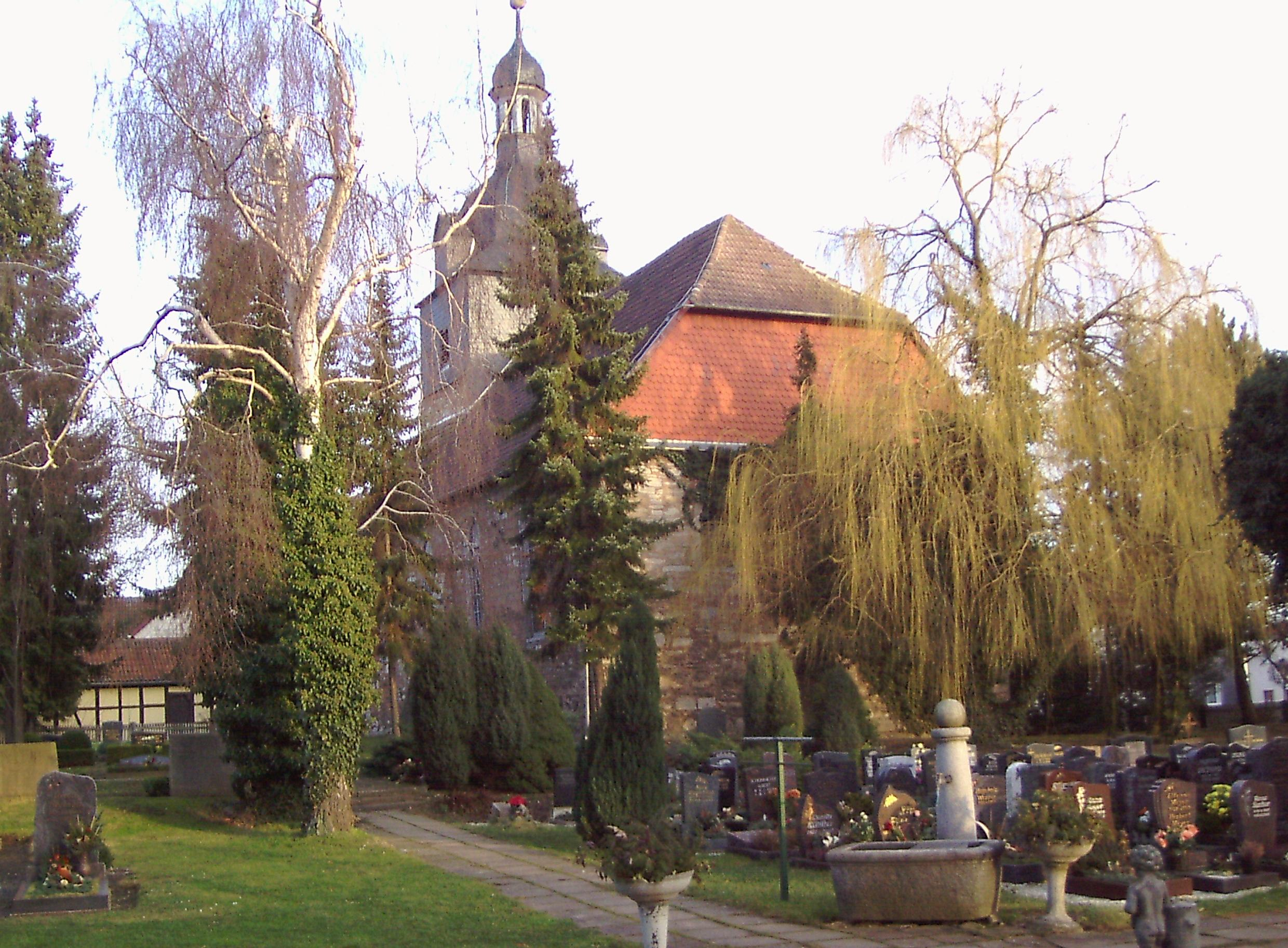
Die Kirche

Die evangelische Dorfkirche St. Johannis steht im Ortsteil Seebach der Stadt Mühlhausen/Thüringen im Unstrut-Hainich-Kreis in Thüringen.

## Geschichte
Namenspatron des Gotteshauses ist der Evangelist Johannes. Die im romanischen Stil errichtete Kirche wurde am 23. Juli 1123 erstmals urkundlich erwähnt. Diese Kirche gibt es nicht mehr, aber Mauerreste von ihr sind im ersten Turmgeschoss erhalten. Zwischen 1250 und 1260 wurde das Gotteshaus in den frühgotischen Stil umgebaut. Der aufgestockte Fachwerkturm ist aus dem 18. Jahrhundert.
Das Kirchenschiff ist gegenüber dem Kirchturm etwas nach Norden versetzt gebaut worden. Die Rundbogenportale stammen aus der Zeit um 1600. Die Rechteckfenster sind aus der Zeit um 1781.
Die barocke Altarwand ist um 1701 von einem unbekannten Meister mit Steinreliefs, Motivtafeln und Ölgemälden aus dem 16. und 17. Jahrhundert gestaltet worden. Sie stellen Mitglieder der Familie Berlepsch und den Gründer der Vogelwarte dar.
Das Geläut besteht aus drei Glocken. Die kleine Glocke wurde 1430, die mittlere 1610 und große 1925 gegossen.
Die Orgel von Wilhelm Rühlmann wurde 1909 eingebaut und im Jahr 2004 von Orgelbau Waltershausen restauriert. Sie verfügt über 23 Register, die auf zwei Manuale und Pedal verteilt sind.